# Hochöfen Belval

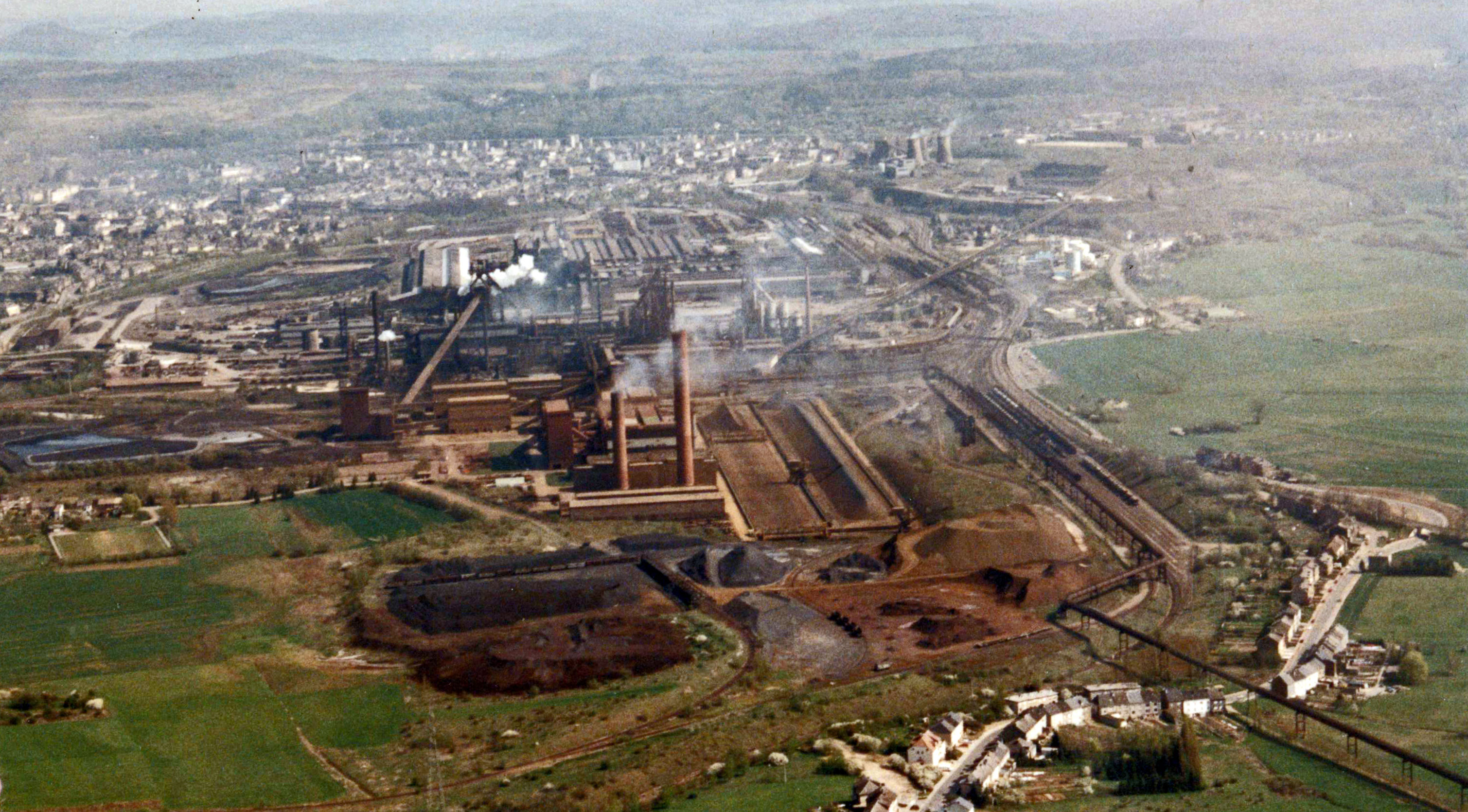
Stålverket i Belval 1991, sett västerifrån. Hochöfen står i mitten av bilden.

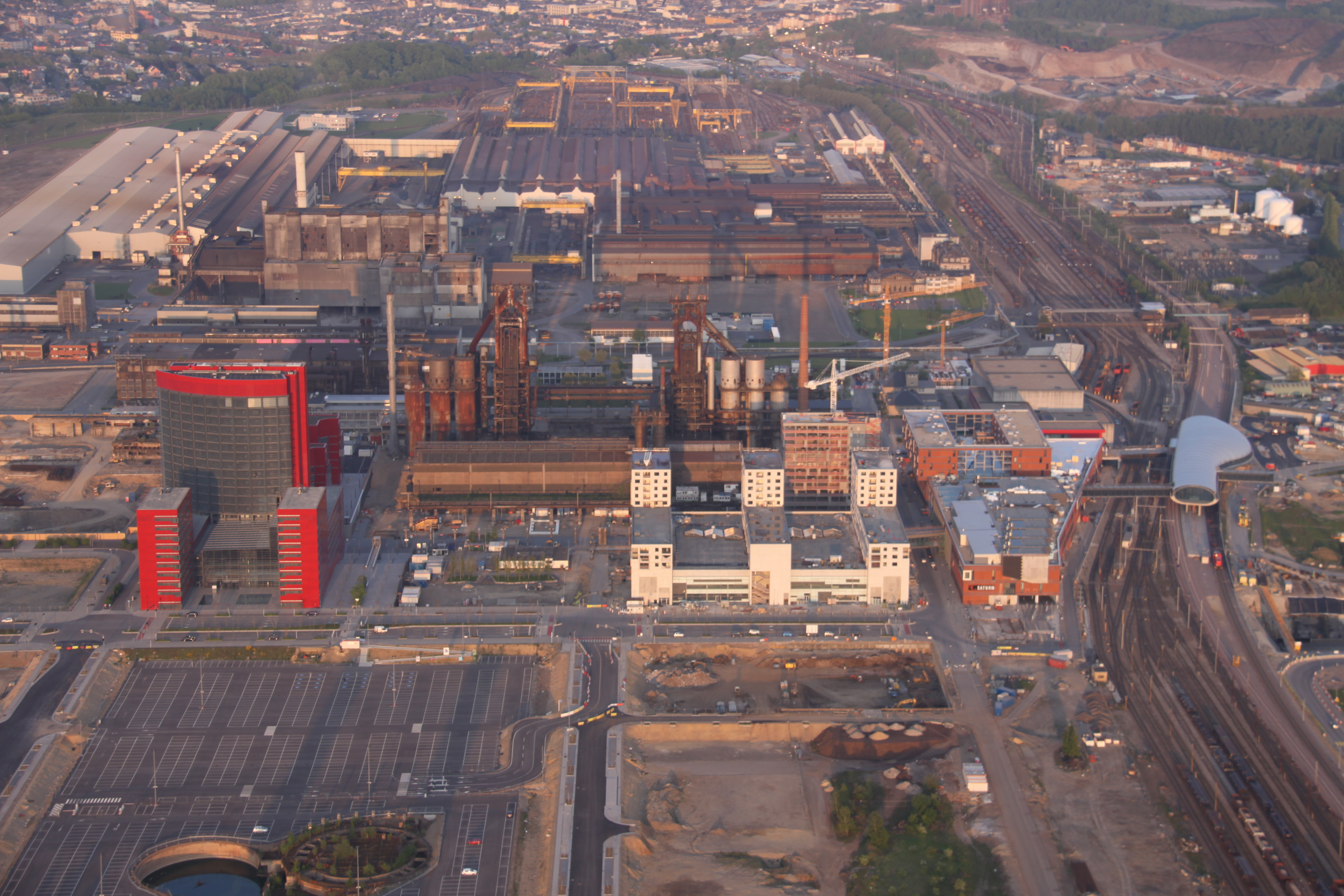
Stålverket i Belval 2010. Hochöfen står i mitten av bilden.

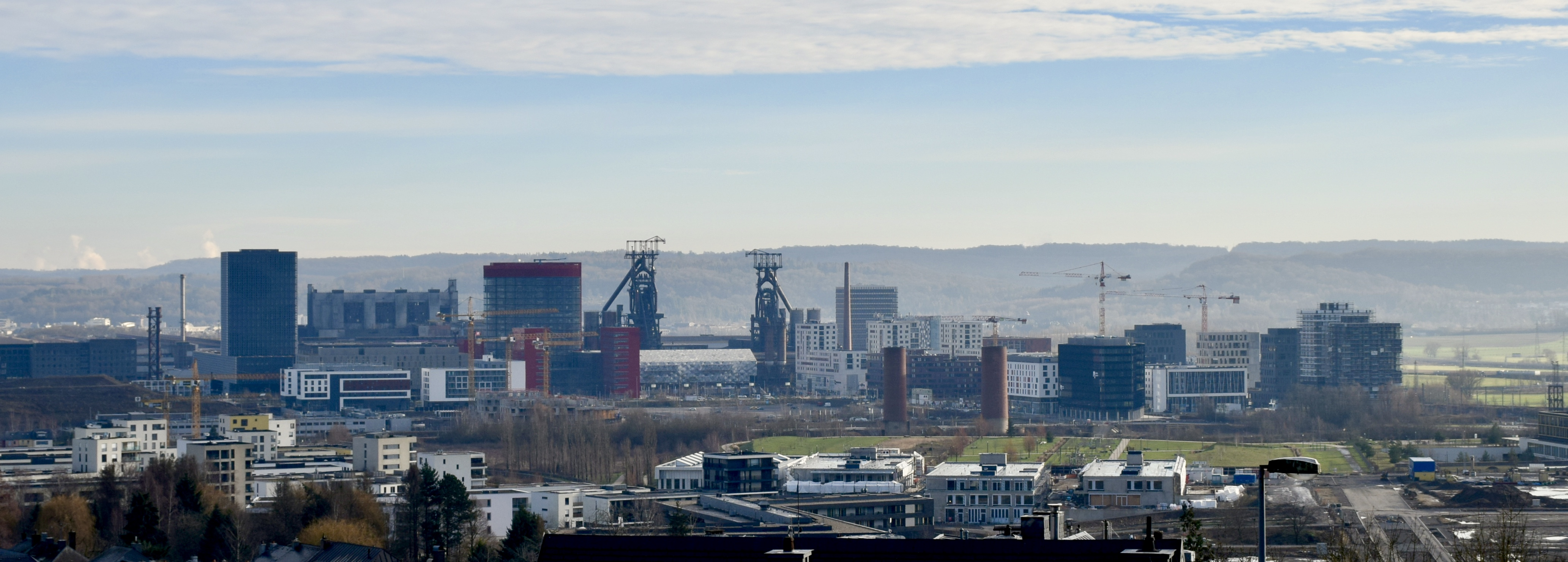
Tidigare stålverksområde 2019, sett söderifrån. Hochöfen står i mitten av bilden.

Hochöfen Belval (franska: Haut Fournaux Belval, luxemburgiska: Héichiewen Belval) är ett industriminne i området Belval vid Esch-sur-Alzette i Luxemburg.
Hochöfen Belval består av två renoverade masugnar från 1970-talet i Arbeds (Aciéries Réunies de Burbach-Eich-Dudelange SA) numera nedlagda stålverk Adolf-Emil-Hütte i Belval.
Gelsenkirchener Bergwerks-AG köpte 1909 den 39 hektar stora stadsskogen Stadtwald Escher Bësch av staden Esch-sur-Alzette för att bygga Belval-Eisenhütte med sex masugnar, ett stålverk och flera valsverk. Det ansågs vid sin invigning som Europas modernaste stålverk. Stålverket började sin produktion 1911 med att den första masugnen blåstes upp. År 1913 producerade de första två masugnarna 361.000 ton råjärn med en arbetsstyrka på 3.000 personer. 
År 1919 bildade industrifolk från Luxemburg, Belgien och Frankrike Société Métallurgique des Terres-Rouges, som tog över Gelsenkirchener Bergwerks gruvor och stålverk. Detta företag övertogs 1937 den luxemburgska stålkoncernen Arbed (numera Arcelor Mittal).
År 1965 ibruktogs den 82 meter höga Hochofen A, med en dygnsproduktion på 2.300 ton. Två år senare invigdes den 90 meter höga Hochofen B, med en dygnsproduktion på 3.000 ton. Stålverket hade 1973 7.000 arbetare. 
Stålkrisen under 1970-talet ledde till genomgripande förändringar i Luxemburgs och Västeuropas stålindustri. Som ett led i dessa lades all malmbaserad råjärnstillverkning ned i Luxemburg. År 1997 blåstes masugn B ned som den sista masugnen i Belval, vilken också var den sista i Luxemburg i drift. Därmed frigjordes ett tidigare fabriksområde på 120 hektar av den västra delen av fabriksområdet för andra ändamål. I den östra delen fortsatte Arbed med valsning och annan förädling av stål. 
En tredje ny masugn, Hochofen C hade invigts 1979, med en dygnsproduktion på 4.300 ton. Den blåstes ned 1995 och såldes till det kinesiska stålverket Kunming Iron & Steel Group Co i Kunming. Masugnen monterades ned 1996/1997 och återuppfördes i Kunming. 
Besökscentret Massenoir Gebäude informerear om industriminnet om samt områdets historia och dess omvandling.
Organisationen "Le Fonds de Belval" har ansvar för projektet Cité des Sciences, som ska utnyttja det nedlagda industriområdet. Där uppförs byggnader för forskningsinstitutioner, Luxemburgs universitet, kulturhus, detaljhandel, kontor och bostäder.

## Bildgalleri

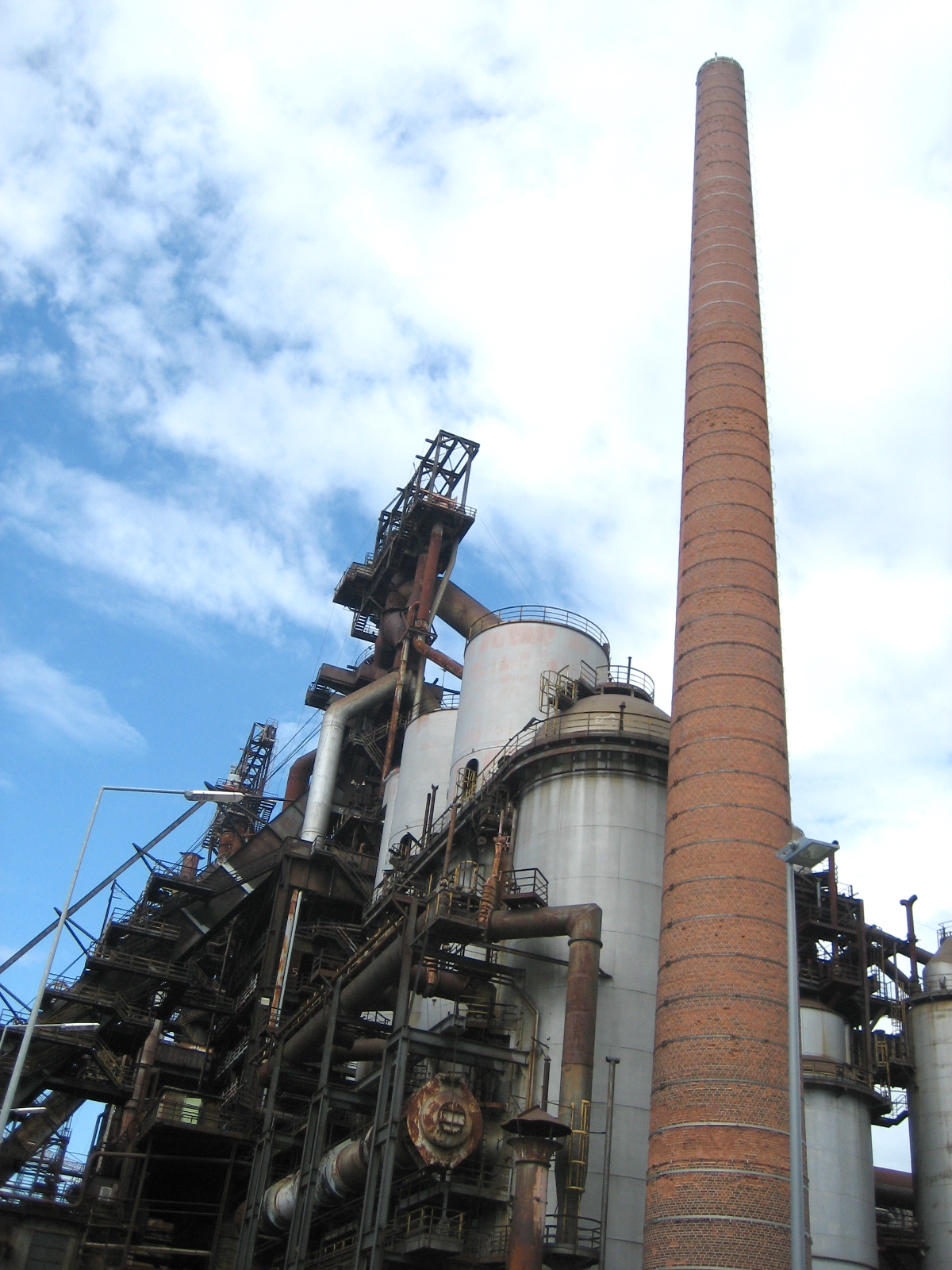
Hochofen A
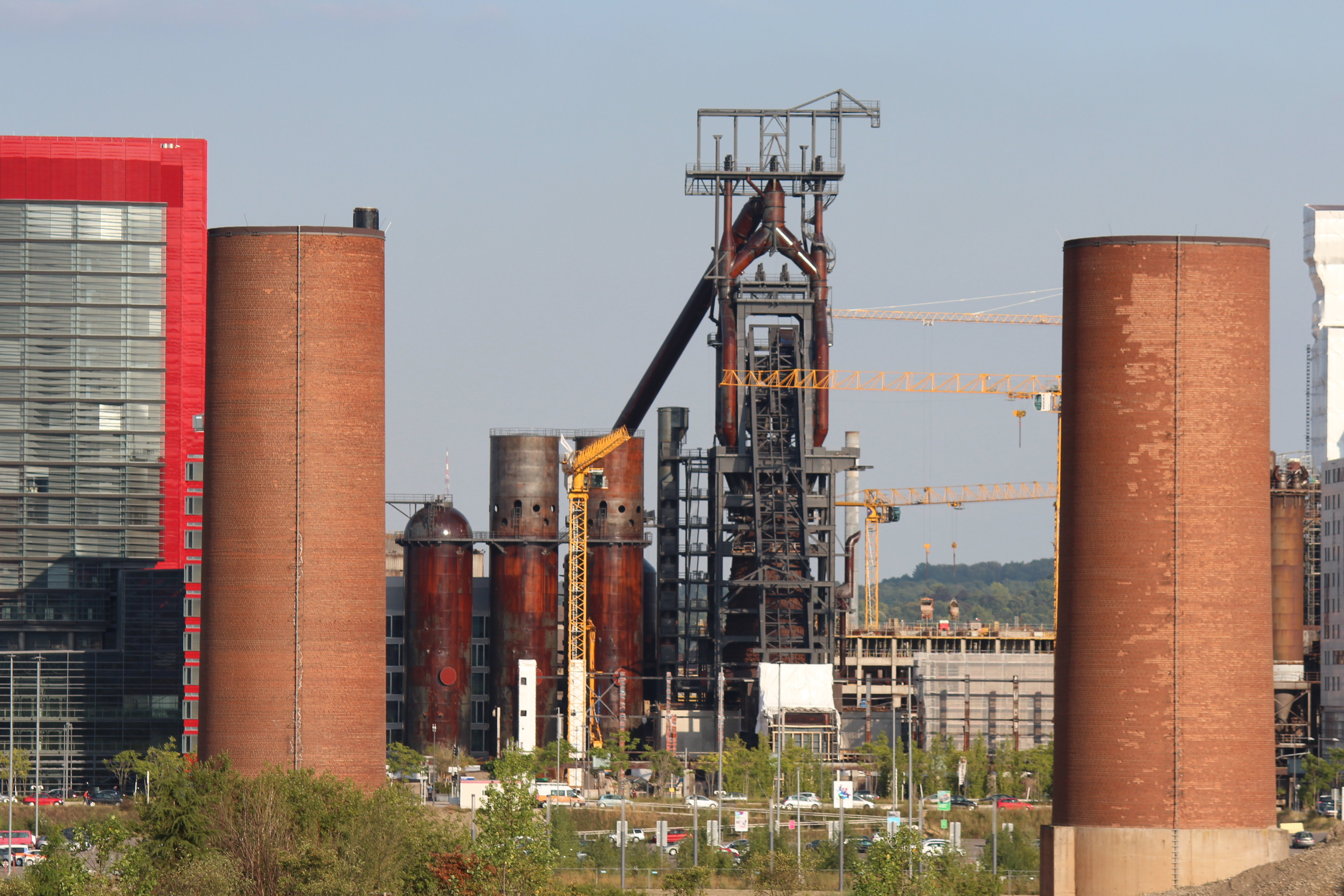
Hochofen B
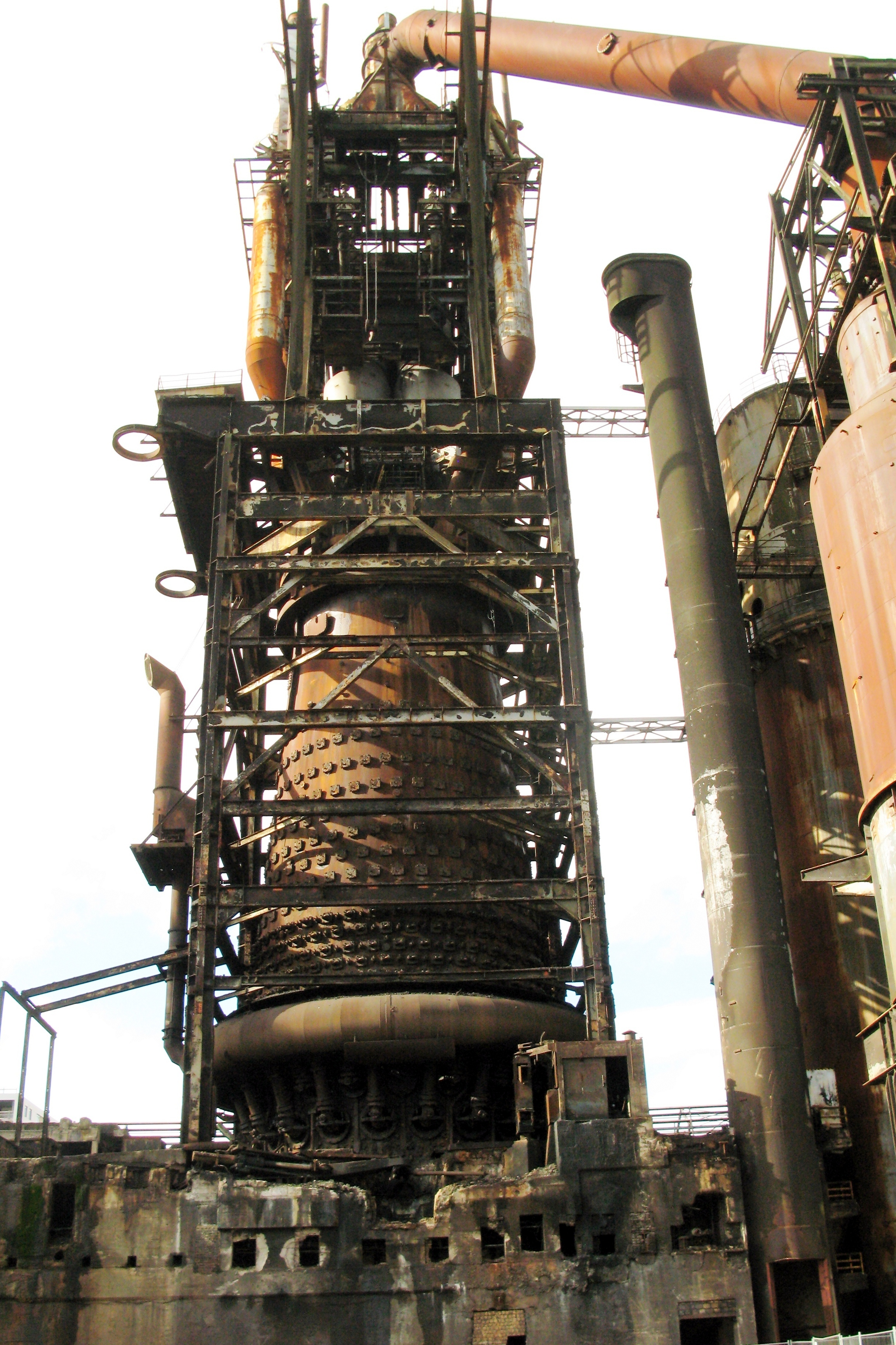
Hochofen B i Adolf-Emil-Hütte
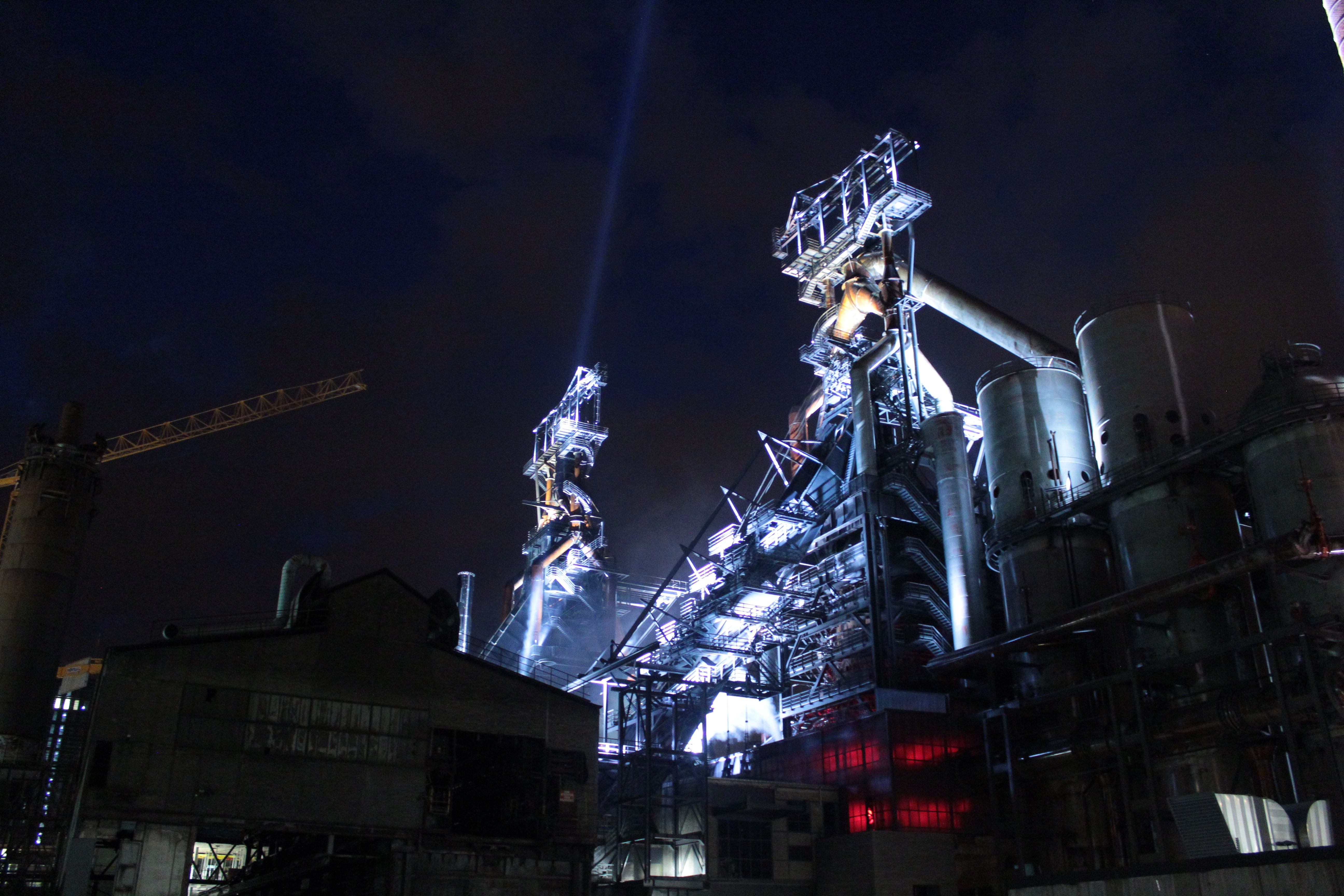
Specialbelysta Hochöfen A och B
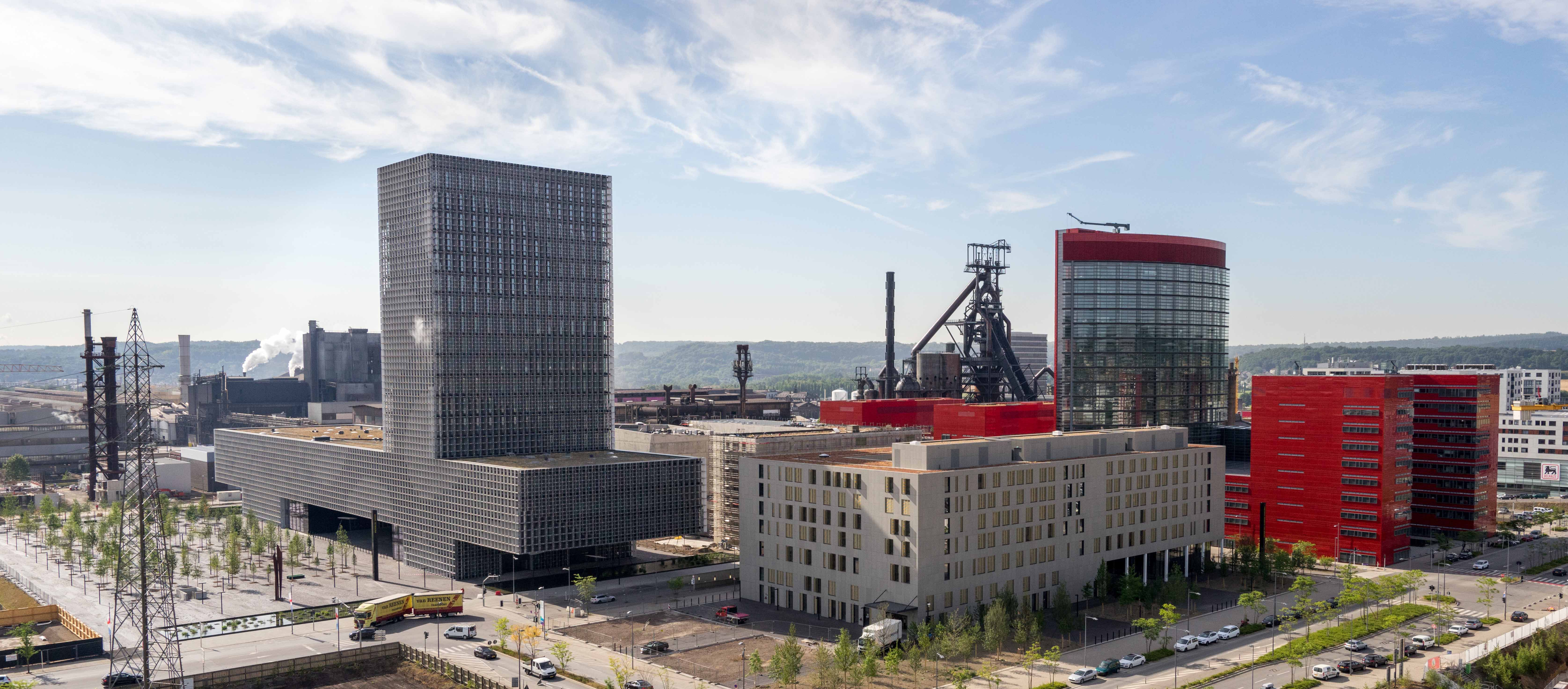
Belvalområet 2014, med Maison de Savoir till vänster i bilden